# Pseudotharybis polaris
Pseudotharybis polaris is een eenoogkreeftjessoort uit de familie van de Aetideidae. De wetenschappelijke naam van de soort is voor het eerst geldig gepubliceerd in 2008 door Markhaseva & Schultz.